# 东莞台商子弟学校
東莞台商子弟學校（英語： Taiwan Businessmen's Dongguan School），簡稱東莞台商學校、TBDS ，是一所位於中國大陸廣東省東莞市的台商子弟學校。

## 歷史
最初在1995年由東莞台商協會於成立「教育事業委員會」，以「公益辦學」性質作為號召，開始與兩岸政府協商，最終獲得兩岸政府的許可，成為第一所同時受到中國大陸與台灣兩岸承認學歷的學校。
學校於2000年開始招生，最初僅有幼稚園、國小部及國中部，自2002年增設高中部。

### 簡史[3]
- 1995年10月：東莞台商協會成立教育事業委員會，推動籌設台商子弟學校。
- 1999年4月：東莞台商協會成立台商子弟學校籌備委員會。
- 1999年10月29日：廣東省教育廳核准籌建。
- 2000年7月24日：獲臺灣教育部同意備案設立。
- 2000年9月2日：首屆正式開學。
- 2002年8月1日：增設高中部。
- 2005年8月1日：高中部增設職業類科。
- 2015年8月1日：吳清鏞先生接任第三任校長
- 2016年11月1日：王天才先生接任第四任校長
- 2020年8月1日：鄭忠煌先生接任第五任校長
- 2024年8月1日：劉書桐先生接任第六任校長

## 歷任校長
| 任次 | 姓名           | 性別 | 任職期間               |
| ---- | -------------- | ---- | ---------------------- |
| 1    | 吳燦陽         | 男   | 2000年8月 — 2003年7月  |
| 2    | 陳金粧         | 女   | 2003年8月 — 2015年7月  |
| 3    | 吳清鏞         | 男   | 2015年8月 — 2016年5月  |
| 3    | 王炎燐（代理） | 男   | 2016年6月 — 2016年10月 |
| 4    | 王天才         | 男   | 2016年11月 — 2020年7月 |
| 5    | 鄭忠煌         | 男   | 2020年8月 — 2024年7月  |
| 6    | 劉書桐         | 男   | 2024年8月 迄今         |

## 特殊情況
由於涉及兩岸關係，行政體制與其他學校稍有不同，除了校長，還設有一位由廣東省教育廳派駐東莞台商子弟學校的督學兼任副校長。
學校雖然採用臺灣學制，使用正體字及注音符號，教材亦是由臺灣進口，但由於中國大陸方面的審核，教材上敏感的字眼如「中華民國」、「蔣中正」，以及敏感議題如「臺獨」、「臺灣入聯」、還有中華民國國旗和民國紀年皆會被塗掉。
入學台灣之大學校院的大學學科能力測驗，於2012年首次在廣東及上海的台商學校設立考場，試卷在台灣的闈場印刷完成並彌封後，由試務人員搭機帶往大陸，主辦的大學入學考試中心並事先協調中國大陸海關不予以拆封檢查，試卷也隨身攜帶不託運，考試完畢後再帶回台灣批閱。